# Haal
Haal (arabe : حال ج أحوال (« ḥāl », pl. « 'aḥwāl ») mot signifiant littéralement « état » ou « condition » mais qu'on peut traduire ici par « état spirituel » désigne dans le soufisme un état de conscience temporaire, généralement considéré comme le produit de pratiques spirituelles des soufis qui mènent ces derniers sur le chemin de Allah.

## Description
Ces états sont généralement définis comme des dons de Dieu qui touchent le croyant qui chemine sur la voie, et qui sont donc fluctuants et hors du contrôle direct de l'individu. Dans ces conditions, puisqu'ils relèvent essentiellement de la grâce divine, les manuels de pratique soufis mentionnent rarement les états, contrairement à ce que l'on appelle les maqâm (« stations initiatiques ») qui, eux, peuvent être atteints grâce aux efforts du croyant. Ces maqâm ont fait l'objet de nombreuses descriptions et listes.
Toutefois, le disciple soufi peut, grâce à un travail spirituel, stabiliser progressivement cet état éphémère du hâl et le transformer ainsi en maqâm. Cette voie des stations et des états est en général attribuée au soufi égyptien Dhû al-Nûn (m. 859).